# Филипе Силва (игрок в пляжный футбол)
Филипе Дуарте да Силва (порт. Filipe Duarte da Silva; род. 12 сентября 1993, Жабоатан-дус-Гуарарапис, Пернамбуку) — бразильский игрок в пляжный футбол. Выступает за сборную Бразилии. Чемпион мира по пляжному футболу 2017 года и участник в общей сложности четырёх чемпионатов мира (2017, 2019, 2021, 2024).

## Биография

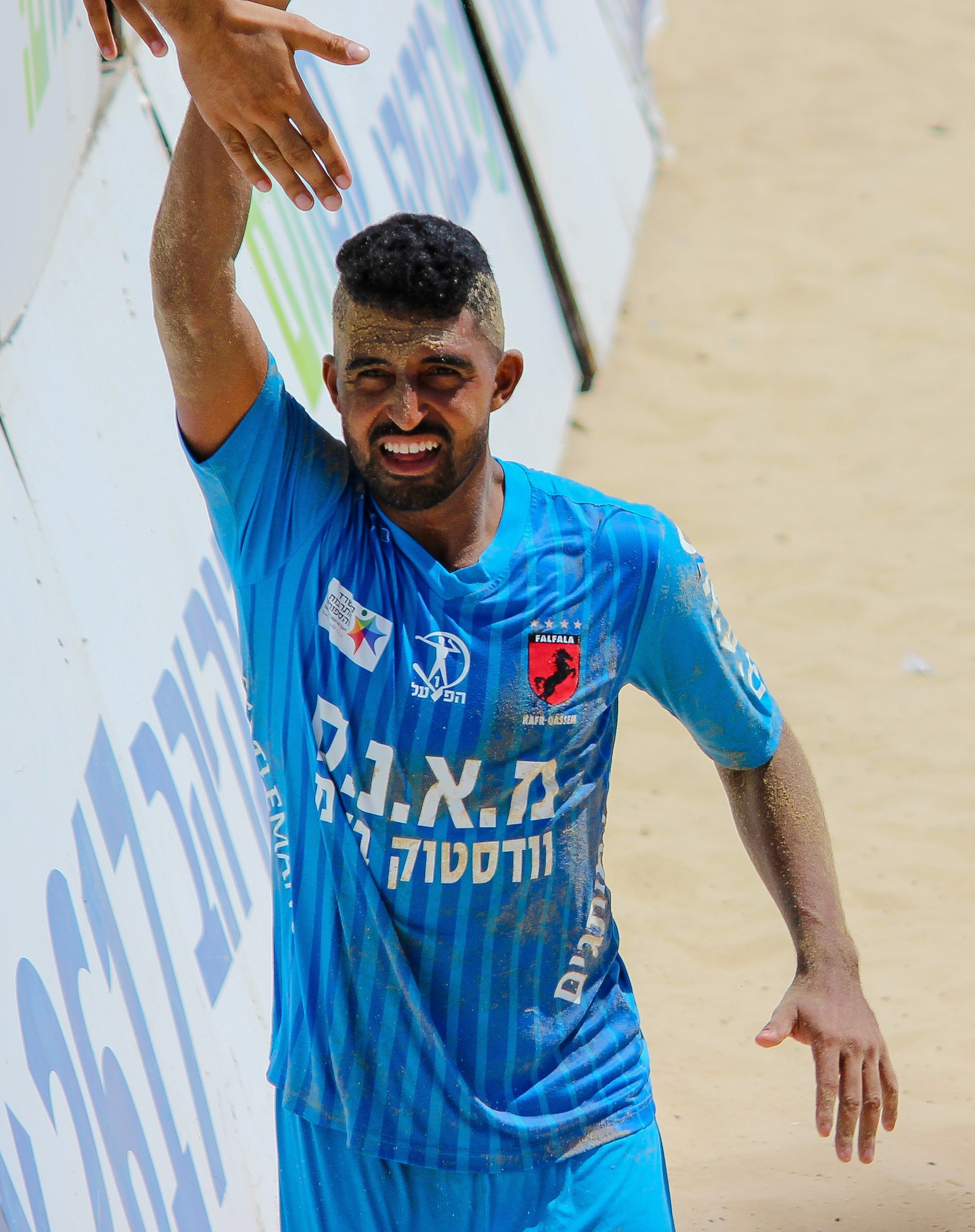
Филипе Силва в составе израильской «Фалфалы», 2019 год

Вместе с отцом и сестрой занимался обслуживанием бассейнов. Начал играть в пляжный футбол в 15 лет в школе под руководством тренера Альберико. Впервые во взрослом соревновании выступил в 18 лет в чемпионате штата Пернамбукано, где был признан лучшим игроком турнира. В следующем году сыграл в финале Кубка Бразилии за «Спорт».
Филипе Силва играл за клубы во многих странах. На родине в Бразилии он представлял «Флуминенсе», а за рубежом играл за «Лацио» (Италия), «Фалфалу» (Израиль), «Брагу» (Португалия) и «Аланью Беледиеспор» (Турция), а также за российские «Крылья Советов», «Дельту», «Новатор» и «Локомотив».
Первым крупным турниром Филипе Силва в футболке сборной Бразилии по пляжному футболу стал Межконтинентальный кубок 2014 года в ОАЭ. Впервые на чемпионате мира сыграл в 2017 году на Багамах, где вместе с командой стал победителем мундиаля. Впоследствии играл на чемпионатах мира 2019, 2021 и 2024 годов.
По состоянию на январь 2024 года в составе национальной команды провёл 117 матчей и забил 86 голов.

## Достижения
Сборная Бразилии
- Обладатель Кубка Мараньяна: 2024
- Обладатель Кубка Неома: 2022, 2023
- Лучший игрок Кубка Неома: 2022
- Обладатель Кубка Америки: 2018, 2023
- Обладатель Южноамериканского кубка: 2015, 2016
- Победитель Межконтинентального кубка: 2014, 2017
- Финалист Межконтинентального кубка: 2022
- Победитель Всемирных пляжных игр: 2019
- Чемпион мира: 2017
- Победитель Мундиалито: 2016, 2017
- Победитель Южноамериканской лиги: 2017, 2018
- Победитель Южноамериканских пляжных игр: 2019

На клубном уровне
- Чемпион Португалии: 2021, 2022 (в составе «Браги»)
- Победитель Клубного Мундиалито: 2020 (в составе «Браги»)
- Лучший игрок Клубного Мундиалито: 2020 (в составе «Браги»)
- Финалист Клубного Мундиалито: 2021 (в составе «Браги»)
- Чемпион Турции: 2019 (в составе «Аланьи Беледиеспор»)[4]
- Лучший игрок чемпионата Турции: 2019 (в составе «Аланьи Беледиеспор»)
- Лучший бомбардир Кубка чемпионов мира: 2019 (в составе «Аланьи Беледиеспор»)[5]
- Победитель Московского международного кубка: 2023 (в составе «Локомотива»)